# Johan Henric Rollin
Johan Henric Rollin, född 15 augusti 1795 i Films församling, död 26 februari 1850 i Harbo församling, var en svensk präst. 

## Biografi
Rollin föddes 1795 i Österbybruk i Films församling. Han var son till prosten Johan Rollin i Dannemora församling. Rollin blev 1811 student vid Uppsala universitet och prästvigdes 4 oktober 1817. Han avlade pastoralexamen 1 december 1825 och blev vikarierande pastor 26 mars 1830. Den 28 juli 1830 blev han komminister i Övergrans församling och 29 februari 1832 kyrkoherde i Fresta församling. Rollin blev 26 april 1843 kyrkoherde i Harbo församling, tillträdde 1845 och blev 13 januari 1847 prost. Han avled 1850 i Harbo församling.

### Familj
Rollin var gift med Charlotta Ottilia Silfverswärd (1789–1863). Hon var dotter till majoren Carl Silfverswärd och Beata Hierta. De fick tillsammans dottern Laura Malvina Jenny Rollin (född 1834).